# Comtat d'Eu
El comtat d'Eu fou una jurisdicció feudal del ducat de Normandia establerta pel duc Ricard I de Normandia, a la seva mort, pel seu fill bastard Jofré, comte de Brionne. La zona va sorgir per protegor el flanc nord-oriental del ducat. Va subsistir fins a la revolució i després encara es mantingué el títol.

## Llista de comtes
- Jofré de Brionne 996-1015
- Gilbert (fill) 1015-1040
- Guillem I (oncle, fill bastard de Ricard I) 1040-1058
- Guillem II (fill) 1058-1080
- Robert I (germà) 1080-1091
- Guillem III Enric (fill) 1091-1140
- Joan I (fill) 1140-1170
- Enric I (fill) 1170-1183
- Raül I (fill) 1183-1186
- Alícia (germana) 1186-1246, casada el 1213 amb Raül de Lusignan, senyor d'Issoudun, de Melle, Chizé, Civray i La Mothe.
- Raül II (marit) 1213-1218
- Raül III (fill) 1246-1249
- Maria de Lusignan (filla) 1249-1252
- Alfons de Brienne (marit) 1249-1252 (+1270)
- Joan II (fill) 1252-1294
- Joan III (fill) 1294-1302, comte de Guînes
- Raül IV d'Eu (fill) 1302-1344;
- Raül V d'Eu (fill) 1344-1350
- Confiscat per la corona per traïció 1350
- Joan IV d'Artois 1350-1387 (fill de Robert III d'Artois)
- Robert I (IV) d'Artois (fill) 1387
- Felip d'Artois (germà) 1387-1397
- Carles I d'Artois (fill) 1397-1415
- Enric II de Bourgchier (feu anglès) 1415-1450
- Carles I d'Artois (segona vegada) 1450-1472
- Joan V de Borgonya (fill de Bona, germana de Carles I) 1472-1476 (mort 1491)
- Carles II el Temerari 1476-1477
- A la corona 1477-1491
- Isabel (filla de Joan V) reclamació
- Joan VI de Cleves (marit) reclamació
- Engelbert de Nevers (fill) 1491-1506 (comte de Nevers)
- Carles III (II) de Nevers (fill) 1506-1521 (comte de Rethel, duc de Nevers)
- Francesc I (fill) 1521-1561
- Enric III (fill) 1561-1562
- Francesc II (germà) 1562-1563
- Jaume (germà) 1563-1564
- Caterina (germana) 1564-1633
- Antoni de Croÿ, príncep de Porcien (primer marit de Caterina) 1564-1567
- Enric IV de Lorena, duc de Guisa (segon marit de Caterina) 1568-1588
- Carles IV (I) de Guisa (fill) 1633-1640 (duc de Guisa i príncep de Joinville)
- Enric V (II) de Guisa (fill) 1640-1657 (arquebisbe de Reims) (mort 1664)
- Venut el 1657 a la seva cosina Lluïsa d'Orleans
- Anna Maria Lluïsa d'Orleans duquessa de Montpensier 1657-1693
- Lluis August I de Borbó duc del Maine (per testament) 1693-1736
- Lluis August II de Borbó príncep de Dombes (fill) 1736-1755
- Lluís Carles de Borbó (germà) 1755-1773 (mort 1775)
- Venut a la corona 1773, no s'acabà l'operació
- Lluís Joan Maria de Borbó duc de Penthievre (cosí de Lluis Carles, confirmat per la corona) 1775-1793 (expropiat per la revolució el 1789)
- Lluïsa Maria Adelàida de Borbó (filla) 1793-1821, esposa de Felip Igualtat duc d'Orleans i mare de Lluís Felip d'Orleans, rei de França com Lluis Felip I.
- Lluís Felip d'Orleans 1821-1830
- A la corona 1830-1842, després el van portar Gastó d'Orleans, net de Lluis Felip, des del seu naixement el 1842 fins a la seva mort el 1922, i des del 1974 Folc d'Orleans, duc d'Aumale, net del comte de París.